# Луций Аррий Пудент
Лу́ций А́ррий Пудент (лат. Lucius Arrius Pudens; умер после 165 года) — древнеримский политический деятель из знатного плебейского рода Арриев, ординарный консул 165 года.

## Биография
О происхождении Пудента, кроме того обстоятельства, что он принадлежал к знатному плебейскому роду, ничего не известно. В 165 году он занимал должность ординарного консула совместно с Марком Гавием Орфитом.